# Мавзолей Козы Корпеш и Баян сулу

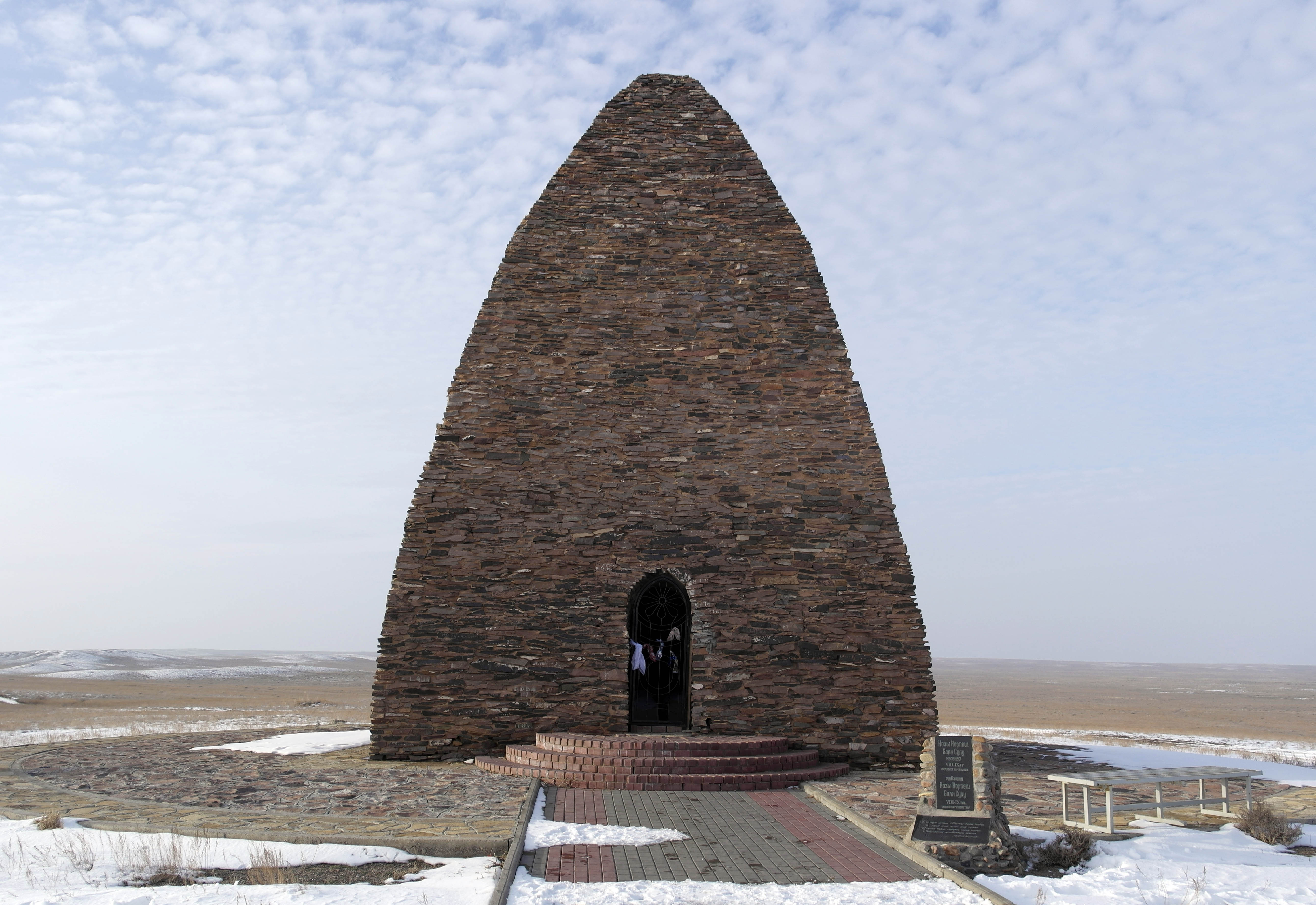
Мазар Козы Корпеш — Баян сулу

Мавзолей (мазар) Козы Корпеш и Баян сулу — мавзолей X-XI веков, расположенный в Аягозском районе Абайской области в 7 км к юго-западу от села Тарлаулы, на правом берегу реки Аягуз, в 11 км к западу от станции Тансык. Мазар связан с именами героев лирико-эпической поэмы, является одним из древнейших памятников Казахстана дошедших до нашего времени с некоторыми изменениями внешнего вида.

## Описание
Общая высота мазара составляет 11,65 м, толщина стены 1,86 м. Вход мавзолея с востока имеет маленькие окна размером 0,7×0,5 см. Перед входом в мавзолей установлены попарно четыре скульптуры, которые изображают по народному преданию Козы Корпеш, Баян сулу, её младшую сестру и сноху.
Первоначально объёмная композиция мазара при квадратном плане (с внешней стороны 7,1×7,1 м, с внутренней 3,38×3,38 м) представляла собой четырёхгранную пирамиду, образованную путём напуска рядов горизонтальной кладки и увенчанную фигурным шпилем.

## История
В 1856 году мавзолей и скульптуры рядом с ним были зарисованы Чоканом Валихановым. В 1858 году мавзолей был обследован Николаем Абрамовым, в 1898 году — Николаем Пантусовым.
В 1952 году памятник исследовала археологическая экспедиция Академии наук Казахской ССР под руководством Алькея Маргулана.
В 1982 году мазар Козы Корпеш и Баян сулу был включен в список памятников истории и культуры Казахской ССР республиканского значения и взят под охрану государства.